# 约瑟夫·富歇
約瑟夫·富歇，第一任奧特朗托公爵（法語發音：[ʒozɛf fuʃe]，1759年5月21日—1820年12月25日）是一名法蘭西政治人物，曾任拿破崙一世時期的警政部長。1793年法蘭西大革命期間，他以兇暴鎮壓里昂起義而声名鹊起，在督政府、執政府和法蘭西第一帝國時期當任警政部長。因擅長在政壇見風使舵，故富歇被民間戲稱是「聖克盧的風向雞」。

## 青年時代
富歇生於南特附近的小村莊勒佩勒兰。他的母親是瑪麗·弗朗索瓦·克鲁瓦泽（Marie Françoise Croizet，1720年-1793年），他的父親是朱利安·約瑟夫·富歇（Julien Joseph Fouché,1719年-1771年）。他在南特的奧拉托利耶穌會學院接受教育，並在文學和科學研究顯出聰穎。想成為一名教師，他被送到在巴黎同一個修會弟兄們管理的學校。在那裡，他進步很快，並很快被任命為尼奧爾、索米爾、旺多姆、瑞伊和阿拉斯學院輔導的職責。在那裡，他於1788年開始加入共濟會隸屬“索菲·马德莱娜”（Sophie Mademlaine）支部。法蘭西大革命之前及 1789年初，他與馬克西米連·羅伯斯庇爾在阿拉斯有一些連繫。
1790年10月，他被轉移到南特他們的奧拉托利耶穌會學院，試圖控制他倡導的革命原則-然而，富歇更加變得是一個民主主義者。他的才華和反教權主義使他得到南特人民的青睞，尤其是後來他成為當地雅各賓俱樂部的領導成員。1792年5月，當奧拉托利耶穌會學院解散，他的主要誓言他沒有執行，富歇放棄了教會。

## 革命的共和主義
1792年8月10日，國民自衛軍攻入杜樂麗宮廢除君主制後，他當選為國民公會下羅亞爾省代表——9月22日集會並宣布法蘭西共和國的成立。
富歇的興趣導致他與馬奎斯·孔多塞和吉倫特派的接觸，他自己成為吉倫特派的一員。然而，他們支持對路易十六國王（1792月- 1793年1月21日）的審判和處決，導致他加入更是堅定性支持革命原則的雅各賓派。富歇堅決支持對國王的立即處決，並譴責那些立場動搖者。他普遍性的被視為恐怖分子和熱月黨人。他幫助拿破崙在巴黎和各省增進警政的集權和效率。
由於國民公會在1793年1月21日處決路易十六，1793年2月1日大不列顛王國和尼德蘭七省聯邦對法蘭西共和國宣戰，不久之後，西班牙王國也加入，這個危機使富歇成為一個雅各賓派激進分子掠取權力而在巴黎出名（參看法国大革命战争）。當時第一次反法同盟的軍隊威脅法蘭西的東北部，保皇黨鼓動農民在布列塔尼地區和旺代省起義暴動威脅著法蘭西的西部。國民公會派出富歇該機構與同事，維萊（Villers），作為任務代表並賦予幾乎獨裁的權力鎮壓 “白黨”（保皇派顏色）的起義。他進行這些職責的活力為他贏得了聲譽，他很快就獲得共和國派駐涅夫勒省專員的職位。
1793年秋季，他偕同皮埃爾·加斯帕爾·肖梅特，幫助啟動去除基督教行動，這也是敵人加給他的第一個印記。在涅夫勒省富歇洗劫教堂，經貴重物品送繳國庫，並協助建立理性崇拜。他下令將“死亡是一個永恆的睡眠”銘刻在通往墓地的大門上。他還打擊奢侈品和財富，希望廢除使用的貨幣。1793年11月10日，新的“理性的節日”（The Festival of Reason）崇拜儀式在巴黎聖母院舉行創始儀式。正是在這裡，富歇作出他的“早期去除基督教行動”最有名的例子。”  具有諷刺的意味，一年前，富歇主張“提升神職人員在教育中的作用”，但他現在“完全放棄宗教在社會中的作用，他贊成‘革命和清晰的哲學精神’才是教育的首先。”   總的來說，去除基督教行動 “反映了雅各賓派和激進的領導人開始看到共和國的生存和創建作為共和國的公民
，大規模的轉型的是必要。」 
十一月份富歇與让-马里·科洛·代尔布瓦到里昂執行國民公會的暴力性報復。里昂曾叛亂反抗公會需要加以處理。11月23日，科洛和富歇宣布里昂，處於“革命戰爭的情況”。兩人隨即組成共和國臨時監控委員會。他開創了他的以拙劣模仿宗教儀式而出名的醜惡恐怖統治的模式。富歇和科洛然後帶來“近兩千名巴黎革命軍特遣隊”了開始實行他們的恐怖統治。
“12月4日，60個人，鏈索在一起，在城市外圍的布罗托原野以霰彈爆轟處決，第二天更多達211名。 荒唐怪誕的無效率，這些“齊放亂轟」（mitraillades）造成殘缺不全的堆積，尖叫，半死受害者，不得不借助士兵用軍刀和火繩槍以體力結束令人噁心的任務 “。 
這樣的活動使富歇臭名昭著被稱為“里昂的劊子手。”  該委員會也不滿意用這種方法殺滅叛軍，因此，不久之後，該方法“比較正常的行刑隊作為斷頭台的補助”。這個方法在未來幾個月內，實施了“超過1800名的處決。”  富歇，聲稱“恐怖，有益的恐怖，現在這裡每天都是有秩序的......我們造成不純的血液大量湧出，但我們有責任這樣做，這是人道的緣故，”稱為1905名公民的處決。  
正如拿破崙的傳記作者艾倫Schom寫道：
唉，富歇的熱情已經被證明是有點太有效，因為當在里昂中心大規模處決的頭顱和身體鮮血噴出到街頭的，拉丰路（Rue Lafon）的排水溝，惡臭的紅色血流令當地居民噁心，他們憤怒的控訴富歇，並要求損害賠償金。富歇，感受他們的抗議，下令執行迫使他們搬出市區，移居到罗讷河沿岸的布罗托原野。
從1793年後期到1794年春季，每一天“一批又一批銀行家、學者、貴族、牧師、修女和富裕的商人和他們的妻子，情婦和孩童”從城市監獄移送到布罗托原野，綁在木樁，並由行刑隊或暴民槍決。 從表面上看，富歇的行為被打上極其嚴厲的印記，他在1794年4月初返回巴黎，他這樣描繪他的政策：“罪犯的血液滋潤自由的土壤並建立權力在真實的基礎上”。

## 與羅伯斯庇爾的衝突
羅伯斯庇爾打倒一個又一個其他卓越的革命領袖，既有右派的（让-马里·罗兰和吉倫特派），也有極左的（革命的其他主要領導人雅克-勒内·埃贝尔和埃貝爾派）及溫和派（乔治·雅克·丹东和他的同事）。然而，在1794年6月初，羅伯斯庇爾的“至上崇拜”是當時羅伯斯庇爾創立的儀式，富歇大膽地嘲笑這是自然神論的復興。“理性崇拜”和“至上崇拜”，在他們之間形成尖銳的交鋒，而且1794年7月14日，羅伯斯比爾試圖將富歇從雅各賓俱樂部驅逐。在那個時間點，被俱樂部驅逐就等同於判處死刑。然而，富歇，以他一貫的從事工作的能量，隱藏在巴黎，並在幕後策劃推翻羅伯斯庇爾。因為羅伯斯庇爾正在失去他的影響力，也因為富歇在保羅·巴拉斯的保護下，富歇最終在這場驅逐行動中倖存。
剩餘的極左派（让-马里·科洛·代尔布瓦、雅克-尼古拉·俾约-瓦伦）和溫和派（弗朗索瓦·路易·布尔东，路易-马里·斯坦尼斯拉斯·弗雷龙），贏得公會多數不結盟（平原派），以及也反對羅伯斯庇爾統治代表們的支持。1794年7月28日，達到富歇設計推翻羅伯斯庇爾戲劇性的高潮，啟動了熱月9日政變。據報導富歇瘋狂地運作推翻的細部工作：
他整晚全面運作直到清晨的到來，訴諸各種各樣意見的代表，告訴他們每一個“如果他羅伯斯庇爾不滅亡，明天就是你滅亡”。
富歇在他的回憶錄中這樣描述他的活動：
被召回巴黎，我敢號召做好對他的指控，將羅伯斯庇爾從講壇趕下來。他是雅各賓俱樂部的大祭司，使我被驅逐; 這對我來說相當於宣佈我是公敵的公告。我不會以我的生命爭奪當兒戲，也不是長期和秘密的深思熟慮，當時我的同事們和我自己的命運受到威脅。我只是對他們說......“你在名單上，你也在名單上，以及我自己; 我敢肯定！“ 
富歇，作為對聯邦主義叛亂無情的鎮壓者和推翻羅伯斯庇爾的支持者之一，以事實說明了發生在此期間的法蘭西政治運動是無情的。富歇對羅伯斯庇爾是一個危險的批評家，他的影響力無疑有助於羅伯斯庇爾明顯的精神崩潰，而放鬆了他對巴黎政治運動和公會的掌握，最終導致了他的翻覆和處決。

## 督政府
他們一群在實施時政變起作用，且對政府有威脅的政治家，隨後採用更加仁慈的方法和行動，被掃除。主要是因為富歇的陰謀策畫，雖然如此，他們掌握權力到七月之後。這一群熱月黨人也發生了分歧，幾乎很快就被孤立，富歇使盡渾身解數應付溫和派的攻擊。1795年8月9日，他本人被 弗朗索瓦-安托万·德·布瓦西·当格拉譴責，導致他被拘捕，但葡月13日鎮壓保皇黨人的叛亂中止了他的執行，隨後因共和三年宪法公告實施的大赦，他被釋放了。
在隨後1795年至1799年的督政府，富歇起初保持默默無聞，但他與極左派的關係，曾經是由皮埃爾·加斯帕德·肖梅特領導現在是格拉克斯·巴貝夫，幫助他再一次竄起。據說，1796年平等派密谋的巴贝夫，因他背叛而投靠保羅·巴拉斯督政官被處決，最近的研究傾向于將懷疑轉為斷定。
他由貧困緩慢的爬升， 1797年，他獲得了處理軍用物資的任命，這職務提供相當多的賺錢機會。首先，他為保皇黨提供服務，然後保皇黨的行動正在凝聚軍隊，而後他再次決定支持雅各賓派和巴拉斯。在皮埃爾·奧熱羅的反保皇派的菓月18日政變，富歇為巴拉斯提供他的服務;1798年任命他為法蘭西駐奇薩爾皮尼共和國大使。在米蘭，他被認為過於霸道，他被撤除，但是他卻能夠讓自己堅持一段時間而且成功地密謀反對他的繼任者。
1799年初，他回到巴黎，並簡短的停滯後成為派駐海牙大使。1799年5月，新當選的督政官埃馬紐埃爾-約瑟夫·西哀士，想遏制雅各賓派最近又重新開啟運作俱樂部後他們的過激行為，1799年7月20日他在巴黎成為警政部長。富歇以大膽的方式關閉了雅各賓俱樂部，然後，追捕那些批評政府有影響力的小冊子作者和編輯，無論是雅各賓派或保皇黨人; 1799年10月，是拿破崙·波拿巴將軍，他是當時法蘭西是最有名望的前雅各賓黨人之一，由埃及戰役脫身回到巴黎的時間。

## 為拿破崙服務
意識到督政官們不受法国人民歡迎，富歇与波拿巴和西哀士结盟，策劃推翻督政府。他的活動在促成了1799年11月9-10日的霧月政變，使他獲得波拿巴的青睞，確保了他的職務。政變後不久，巴黎的劇院上演了一齣名為「聖克盧的風向雞」喜劇，用以諷刺富歇擅長見風使舵。
隨後1799-1804年的法蘭西執政府，富歇有效的擊潰對波拿巴的反抗。富歇用心緩和拿破崙的更隨心所欲的行動，有時他甚至贏得保皇黨的感激。富歇安排伊达·多尔赛（Ida d'Orsay）逃脫，而成為揭露了不切實際陰謀的首席代理。
他對1800年10月10日的匕首陰謀的行動是同樣嫻熟，警察的“密探”被認為已經扮演了陰謀的角色。首席的“陰謀家”很容易被誘捕並處決，當1800年12月聖尼凱斯大街陰謀後，波拿巴採取嚴厲行動。這個企圖嚴重得多，陰謀者引爆炸彈就第一執政波拿巴馬車附近，造成旁觀者的災難，很快的富歇認為是保皇黨的密謀。當波拿巴表明自己的渴望怪罪勢力依然強大的雅各賓派，富歇堅定地宣布，他將不僅能斷言，而還將證明，是憤怒保皇黨的作為。然而，他的努力未能免除波拿巴領導對雅各賓派領袖的鎮壓，未經審判，130名雅各賓份子被驅逐出境。
富歇運作參議院反對波拿巴終身執政的意圖，但聲望日正中天的波拿巴，1802年8月1日成功的修改共和曆八年憲法，成為第一終身執政官。擔心富歇過大的權力以至於不能作為下屬，拿破崙免除了他的警政部長的職務，這個打擊抑制警政部長並將其大部分職責歸屬於擴展的司法部。拿破崙，事實上，是威嚇他的警政部長，沒有親自解除他的織務，而是託人帶去信息--除了每年獲得35,000法郎的收入作為上議院議員和一塊年收入30,000法郎的土地--他也從警政儲備基金獲得超過一百萬法郎的酬謝。
1802後，他又回到了共濟會，參加默倫支部的“公民集會”（Les Citoyens réunis）。法蘭西執政府三位執政官之一的康巴塞雷斯是共濟會法兰西大东方社的代理總會長（Grand Master），幫助他成為“總會象徵性大會”（Grande Loge symbolique Générale）的保管員（Conservator），依附於法蘭西最高委員會（the Supreme Council of France），他將負責”共濟會的正義”（Masonic Justice）。在那裡，他可以掌握到整個共濟會帝國有價值信息的來源。
富歇成為上議院議員，並取得他任職期間積累的警察儲備基金的一半。然而，他繼續透過他的間諜，往往比新的警政部長獲得更多的信息，並在1804年2月-3月間喬治·卡杜達爾-讓-夏爾·皮什格魯陰謀事件中，成功地獲得了拿破崙的青睞，成為逮捕昂吉安公爵的藉口工具。昂吉安公爵被處決後，富歇說“這是比犯罪更糟糕，這是一個大錯誤”，這也常常歸為法蘭西的外交官查爾斯·莫里斯·塔列朗說的。
在法蘭西第一帝國宣布成立後，1804年7月富歇再次成為後來重新架構的警政部門的負責人，及後來的內政部長，在法蘭西執政府實施了許多非常重要的行動。他的警探是無處不在，部分可能拿破崙和富歇造成的恐怖，1804年後陰謀活動沒有了。1805年12月，奧斯特里茲戰役決定性的勝利，迫使奧地利皇帝於1806年取消“神聖羅馬帝國皇帝”的稱號，富歇說出了那句著名的話：“陛下，奧斯特利茨已經搗毀粉碎了舊貴族；在貴族居住的聖日耳曼郊區不再有結黨密謀了”。
然而，拿破崙對富歇，依然保有不信任的感覺，或者甚至恐懼，而且在1808年初期因他的行為被證實。當時西班牙戰役在進行，皇帝聽到傳言說富歇和曾經是死敵的查爾斯·莫里斯·塔列朗，這期間，在巴黎與那不勒斯國王，皇帝的妹夫若阿尚·繆拉舉行會議，已經完成接觸。他立刻趕到巴黎，卻發現和富歇沒有什麼牽連。在這一年富歇得到奧特朗托公爵的稱號，這波拿巴創造的——法國名字的公爵是那不勒斯王國的封地，不具有世襲意義，但具有統領的榮譽。
當拿破崙在指揮1809年奧地利戰役，大不列顛王國發動瓦爾赫倫島戰役威脅安特衛普的安全，富歇對帝國北部各省的當地行政首長發布命令的動員6萬名國民自衛軍，命令這樣補充說明：“讓我們對歐洲證明，儘管拿破崙的天才可以在法蘭西增添釉彩，我們能夠擊退敵人，他的出現並非必要的”。皇帝批准了該措施，但明顯的對富歇的說詞他不是那麼的贊成。
接下來的幾個月，皇帝和部長們之間發生了進一步摩擦。後者，知道拿破崙渴望在1809年結束前達成和平，著手向不列顛王國內閣首相斯賓塞·珀西瓦爾提出秘密協議。拿破崙準備啟動最適當的談判，發現富歇已經搶先進行了。他對他的部長極度的憤怒，1810年6月3他解除了他的內政部長職務。然而，拿破崙從未羞辱以後可能再次成為有用的人，富歇獲得義大利羅馬省首長的任命。在他離開的那一刻，富歇冒險不向拿破崙交出他所有的前部的某些重要的文件，謊稱一些已被銷毀; 皇帝的憤怒再被激起，而富歇，在他抵達佛羅倫斯後得知這訊息，準備駛往美利堅合眾國。
受天氣和嚴重的暈船被迫回港，他找到托斯卡納大公夫人，拿破崙的大妹埃莉薩·波拿巴為調解人，承蒙她，他被允許在定居普羅旺斯地區艾克斯。  最終回到了他的領地“普安卡雷”（Point Carré）。1812年，他徒勞地嘗試改變拿破崙入侵沙皇俄羅斯的計劃，這前警政部長在被懷疑參與由克洛德·弗朗索瓦·德·马莱主導的1812年馬萊政變，它從未被期待會成功，拿破崙在這一年底從白俄羅斯斯莫爾貢急忙返回巴黎。
富歇清除了他的名字，並提供皇帝有關內政和外交形勢有用的建議。儘管如此，皇帝，還是不信任，命他承擔伊利里亞省的治理。1813年10月中旬萊比錫戰役的失敗導致萊茵邦聯的解體，富歇奉命前往羅馬到那不勒斯執行監視若阿尚·繆拉動向的任務。在富歇趕到那不勒斯之前，穆拉特入侵羅馬的領地，於是富歇接到返回法蘭西的命令。1814年 4月10日，他抵達巴黎的的時候，拿破崙正被他的元帥們強迫退位。
富歇的行為在這場危機中是有特性的。作為上議院的參議員，他建議上議院派出代表團拜訪查爾斯，阿圖瓦伯爵，路易十八的弟弟，目的是君主和民族之間的和解。之後，他給拿破崙簡報，書面請求他為了和平及法蘭西的利益退出到美國，但實際上放逐到厄爾巴島。對新的擁有最高權力的路易十八，他發出呼籲支持自由，並建議採納調解各方利益的措施。
反應不能令人滿意，當他發現沒有進展的希望，他開始尋求同謀關係推翻波旁王朝。拉法耶特侯爵和路易·尼古拉·達武都參與作為發起人，但是他們拒絕採取富歇意圖的方向，而導致什麼都沒達成。不久，拿破崙從厄爾巴島逃脫，並勝利的往巴黎行進。1815年3月19日，在他到達巴黎之前，路易十八提議富歇任警政部長，他拒絕說道："為時已晚;唯一可採用的計劃就是撤退 "。
然後，他挫敗保皇黨企圖逮捕他的企圖，並在拿破崙的到來，他第三次得到警政部長的職位。然而，這並沒有阻止他在維也納與奧地利帝國政治家克萊門斯·梅特涅進行的秘密關係，他的目的是為所有不測事件做好準備。同時，他用自己所有的力量引導皇帝民主化他的統治，據他說的話：「主權屬於人民——它是權力的來源」，鑲在法國最高行政法院宣言中。但是拿破崙專制獨裁的趨勢不能被改變，而富歇，眼看著皇帝的殞落是迫在眉睫，採取措施，加快這進程並保護自己的利益。

## 百日王朝和波旁王朝復辟
1814年，富歇參與了流放与暗杀拿破崙的密謀。不過，拿破崙回國重掌政权期間，他成为了百日王朝的警政部長，而在拿破仑出征后，他在政府中掌控着重要权利。拿破崙在滑鐵盧戰役戰敗後，他成为了臨時政府主席，並與盟國進行談判，他摆布共和党人和保王党人，勾结不同的势力分裂国家以试图维持自己在政权中的地位。 最终他认为君主制是最能让法国恢复主权的制度，于是在1815年7月9日，他使路易十八重新成为国王，并让自己成为王国的大臣。后来，许多战时流亡国外的贵族返回法国并联合起来反对他，指责他为弑君者（régicide，在法语中régicide特指判处路易十六死刑的人），国王最终以德雷斯顿外交大使的名义将其流放。
«后来我回到了王宫，并来到一间先王的房间里，没有遇到一个人。我坐在一个角落并等待着，突然一扇门打开了，阴谋支撑着罪恶安静的走了进来，富歇搀扶着塔列昂，恶毒的目光缓慢从我面前闪过，然后进入另一个房间并消失了。富歇向国王致礼，这位弑君者跪在地上，把那双曾用来砍去路易十六首级的双手放在了路易十八手中，变节的主教重复了他的誓言。»

——弗朗索瓦-勒内·德·夏多布里昂《墓畔回忆录》

## 性格
1911年大英百科全書描寫富歇的風格如下：
由開始就伴隨著狂熱，這雖然殘忍，至少是耿直認真的，1794年後富歇的品格墮落並陷入狡猾的算計。由大革命到帝國轉變時期法蘭西所呈現的精神生命力是最糟糕的。在富歇的早期積極性，表現為冷酷，自私和殘酷的狂熱; 他在1795年至1799年官僚以及拿破崙專制期間，作為他們的最能幹的工具。然而，他的理性自尊使他不甘陷於只成為工具的層次。他與拿破崙關係也標註了某種的超然。他甚至於操弄多種手段，抵制不可抗拒的獨裁者，所以，儘管被免職，他從來沒有完全灰頭土臉。所有對他變節背叛的鄙視，全部不過都是因為他聰明的算計。他以令人費解保命或侮弄的面具回應他上司的蔑視和他下級的阿諛奉承。他無所不用其極的尋求權力，使他成為成功就在眼前一方的可用之人。然而，儘管看似勝利者現在或將來的僕人，他從來沒有將自己固定於任何一方。他這種多功能，很像塔列朗，但，他是一個粗糙的複製品。兩位都公開聲稱，他們所有的轉變和輪換，出於渴望為法蘭西服務。塔列朗肯定是在外交領域這樣做;富歇可能偶爾在陰謀的領域這樣做。

## 作品
富歇寫的一些政治小冊子和報告，其中主要有：
- “關於審判路易·卡佩的思考”（Réflexions sur le jugement de Louis Capet，1793年）
- “關於公共教育的幾點思考”（Réflexions sur l'éducation publique，1793年）
- “有關院校的報告以及法規設計”（Rapport et projet de loi relatif aux colleges，1793年）
- “關於分離的里昂公社形勢報告”（Rapport sur la situation de Commune Affranchie Lyons，1794）
- “致各當地行政首長（英语：préfet）關於教士等書信”（Lettre aux préfets concernant les prétres, etc.，1801）
- “1815年致威靈頓公爵書信”（The letters of 1815 noted above, and a Lettre au duc de Wellington，1817）

## 家庭
約瑟夫·富歇，奧特朗托第一代公爵，是朱利安·約瑟夫·富歇（Julien Joseph Fouché）和妻子瑪麗·弗朗索瓦·克鲁瓦泽（Marie Françoise Croizet）的兒子。
他第一次和博娜·让娜·夸科（Bonne Jeanne Coiquaud，1763年4月1日-1812年10月8日）的婚姻，他有七個孩子。
他的第二次和埃內斯蒂娜·德·卡斯泰拉纳-马雅斯特尔（Ernestine de Castellane-Majastres ,1788年 7月5日至1850年5月4日）婚姻，沒有兒女。

## 外部連結
- Joseph Fouché的作品  - 古騰堡計劃
- 互联网档案馆中约瑟夫·富歇的作品或与之相关的作品
- Medusa's Head: The Rise and Survival of Joseph Fouché, Inventor of the Modern Police State, a book website